# Sint-Luciakapel (Meersel-Dreef)

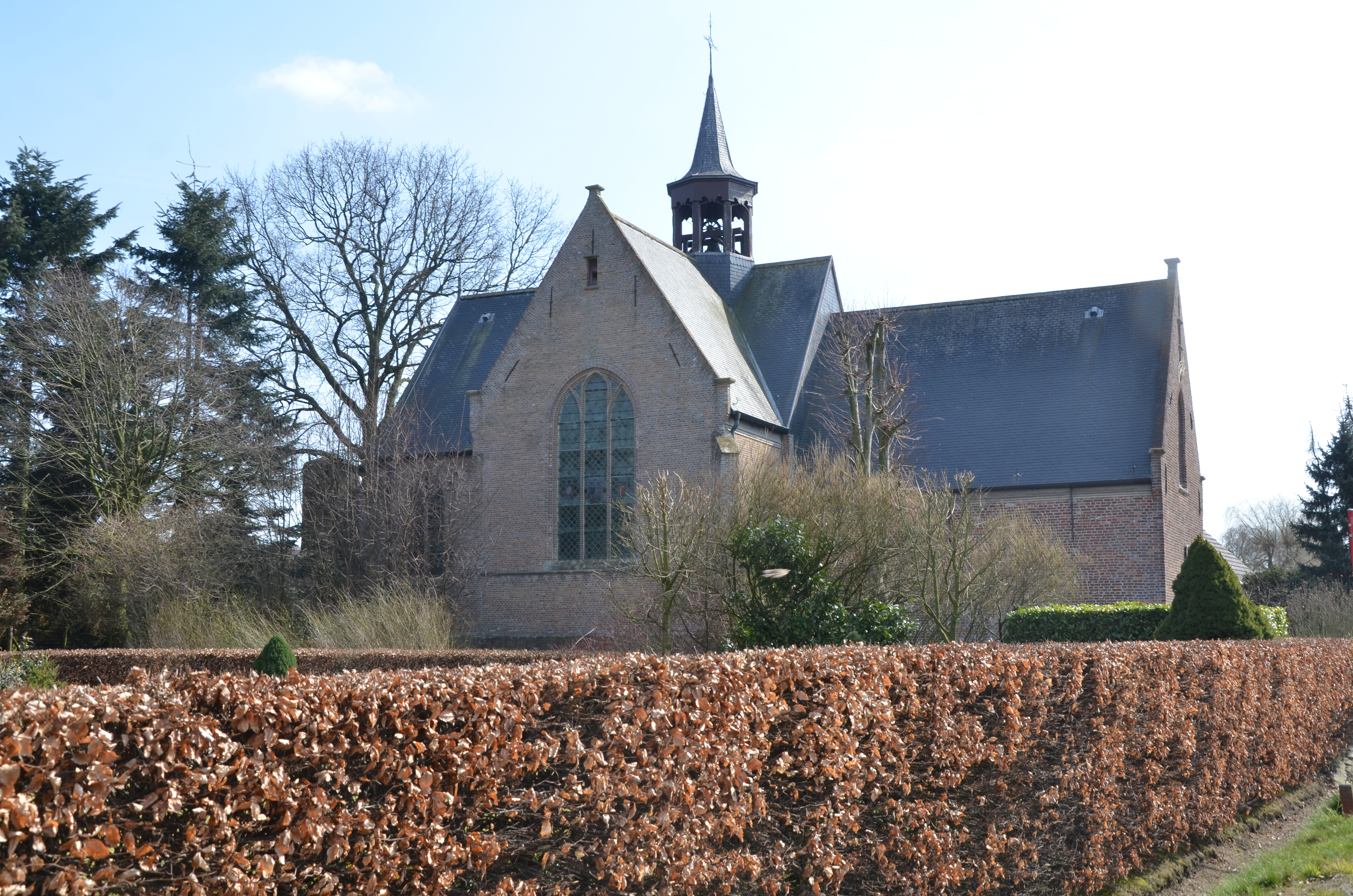
Sint-Luciakapel

De Sint-Luciakapel is een kerkje in de tot de Antwerpse gemeente Hoogstraten behorende plaats Meersel-Dreef, gelegen aan Meersel 24.

## Geschiedenis
Begin 13e eeuw was er al sprake van een kapel in Meersel, gewijd aan Sint-Quirinus en Sint-Lucia. In opdracht van Jan IV van Cuijk, die heer was van Hoogstraten, werd omstreeks 1420 een nieuwe kapel gebouwd. Uit deze tijd dateert waarschijnlijk het schip van de kapel.
Omstreeks 1542 zou dan het transept en het koor zijn gebouwd.
In de 1e helft van de 17e eeuw was de kapel in verval, maar omstreeks 1643 was de kapel weer hersteld en werd van nieuw meubilair voorzien. Pas in het 3e kwartaal van de 17e eeuw werd het rieten dak vervangen door leien.
Na de Tweede Wereldoorlog raakte de kapel langzaamaan weer in verval en in 1972 werd hij onttrokken aan de eredienst. Daarna werden er restauratiewerkzaamheden uitgevoerd en vanaf 1981 werd het kerkje weer voor de eredienst in gebruik genomen.

## Gebouw
Het betreft een eenbeukig bakstenen gotisch kruiskerkje. Op de viering bevindt zich een open dakruiter.

## Interieur
Het interieur wordt overkluisd door een tongewelf met 18e-eeuws stucwerk in classicistische stijl.
Enkele schilderijen zijn: het altaarstuk Tenhemelopneming van Maria (18e eeuw), Jezus verschijnt aan Maria Magdalena (1643), Marteldood van de Heilige Quirinus (1650); Boodschap van de engel Gabriël aan Maria en Aanbidding der herders (beide 1643); Sint-Lucia (1765) door Cornelis van Ravels.
Uit de 1e helft van de 15e eeuw is een Onze-Lieve-Vrouwebeeld met Kind; beelden van Sint-Lucia en Sint-Quirinus (18e eeuw) en een reliekhouder met buste van Sint-Lucia uit 1767.
Het kerkmeubilair omvat portiekaltaren, namelijk een hoofdaltaar gewijd aan Onze-Lieve-Vrouw en zijaltaren gewijd aan respectievelijk Sint-Quirinus en Sint-Lucia; een preekstoel en een communiebank, dit alles uit 1643.
Dan is er een bronzen klokje van 1556, vermoedelijk afkomstig van de Sint-Hubertuskapel te Strijbeek.